# Hallopus
Hallopus je rod vyhynulého plaza ze svrchní jury, jehož nálezy pocházejí ze souvrství Morrison. Druh Hallopus victor poprvé popsal Othniel Charles Marsh roku 1877, jenž jej však zprvu klasifikoval jako zástupce rodu Nanosaurus a teprve z roku 1881 pro něj vytyčil samostatný rod. Současná systematika rod Hallopus klade do skupiny archosaurů Pseudosuchia, tedy do vývojové linie, jež zahrnuje v současnosti žijící krokodýly. Hallopus dosahoval délky těla asi 1 m a vyznačoval se dlouhými a štíhlými končetinami. V rámci rodu Hallopus může být synonymizován rod Macelognathus, jenž vykazuje podobné morfologické charakteristiky.